# Д’Алессио, Франческо (футболист)
Франческо Д’Алессио (итал. Francesco D'Alessio; родился 21 февраля 2004 года, Рим, Италия) — итальянский футболист, полузащитник клуба «Рома».

## Карьера
Франческо Д’Алессио — воспитанник «Ромы». За клуб дебютировал 5 октября 2023 года в матче против «Серветта».